# Tarcisio Bertone
Tarcisio Bertone S.D.B. (Romano Canavese, 2 de dezembro de 1934) é um cardeal italiano e foi camerlengo da Igreja Católica até o dia vinte de dezembro de 2014. Foi secretário de Estado do Vaticano, entre 15 de setembro de 2006 e 15 de outubro de 2013.
O cardeal está envolvido em vários escândalos e polémicas, incluindo o seu luxuoso estilo de vida e declarações públicas.

## Vida
Ingressou na Sociedade de São Francisco de Sales de São João Bosco, os Salesianos. Seus estudos médios foram realizados no Oratório de Valdocco. Continuou no noviciado salesiano de Monte Oliveto, em Pinerolo. Sua profissão religiosa ocorreu aos 3 de dezembro de 1950. Mais tarde, obtém sua licenciatura em teologia (com uma dissertação sobre tolerância e liberdade religiosa) na Faculdade Salesiana de Teologia em Turim. Logo consegue sua licenciatura em teologia e um doutorado em direito canônico no Pontifício Ateneu Salesiano após sua dissertação intitulada "O Governo da Igreja no pensamento de Bento XIV – Papa Lambertini (1740 – 1758)".
Além da sua língua nativa, o italiano, Bertone fala fluentemente francês, espanhol, alemão e português. Tem ainda um conhecimento bom de inglês e conhecimento regular de polaco, latim, grego e hebraico.

## Sacerdócio
Foi ordenado sacerdote em Ivea em 1 de julho de 1960, por Albino Mensa, Bispo de Ivrea. Em seguida realizou estudos tanto em Turim quanto em Roma. Foi professor de Teologia Moral Especial no Pontifício Ateneu Salesiano de Roma, que em 1973 se converteu na Pontifícia Universidade Salesiana, no ano de 1967. Entre os anos 1976 e 1991, foi professor de Direito Canônico. Sustentou o cargo de diretor de teólogos dentro da comunidade da Pontifícia Universidade Salesiana de Roma, de 1974 a 1976. Do mesmo modo, foi decano da Faculdade de Direito Canônico entre 1979 e 1985, e vice-reitor da mesma instituição entre 1987 e 1989. Foi também professor convidado de Lei Eclesiástica Publica no Institute Utriusque Iuris da Pontifícia Universidade Lateranense em 1978.
Realizou trabalho pastoral em diversas paróquias de Roma e trabalhou na promoção do laicado nos Centros de Formação Teológica e Apostólica, especialmente com suas intervenções sobre moral social e a relação entre fé e política. Colaborou na fase final da revisão do Código de Direito Canônico e impulsionou sua recepção nas Igrejas locais. Adicionalmente, dirigiu grupos de trabalho que traduziram o Código ao italiano para a Conferência Episcopal Italiana e visitou centenas de dioceses italianas e estrangeiras para apresentar a “grande disciplina da Igreja”. Da década de 1980, é consultor para diversos dicastérios da Cúria Romana, em especial para a Congregação para a Doutrina da Fé em temas teológico-jurídicos.
Foi reitor da Pontifícia Universidade Salesiana, 1 de junho de 1989.

## Episcopado

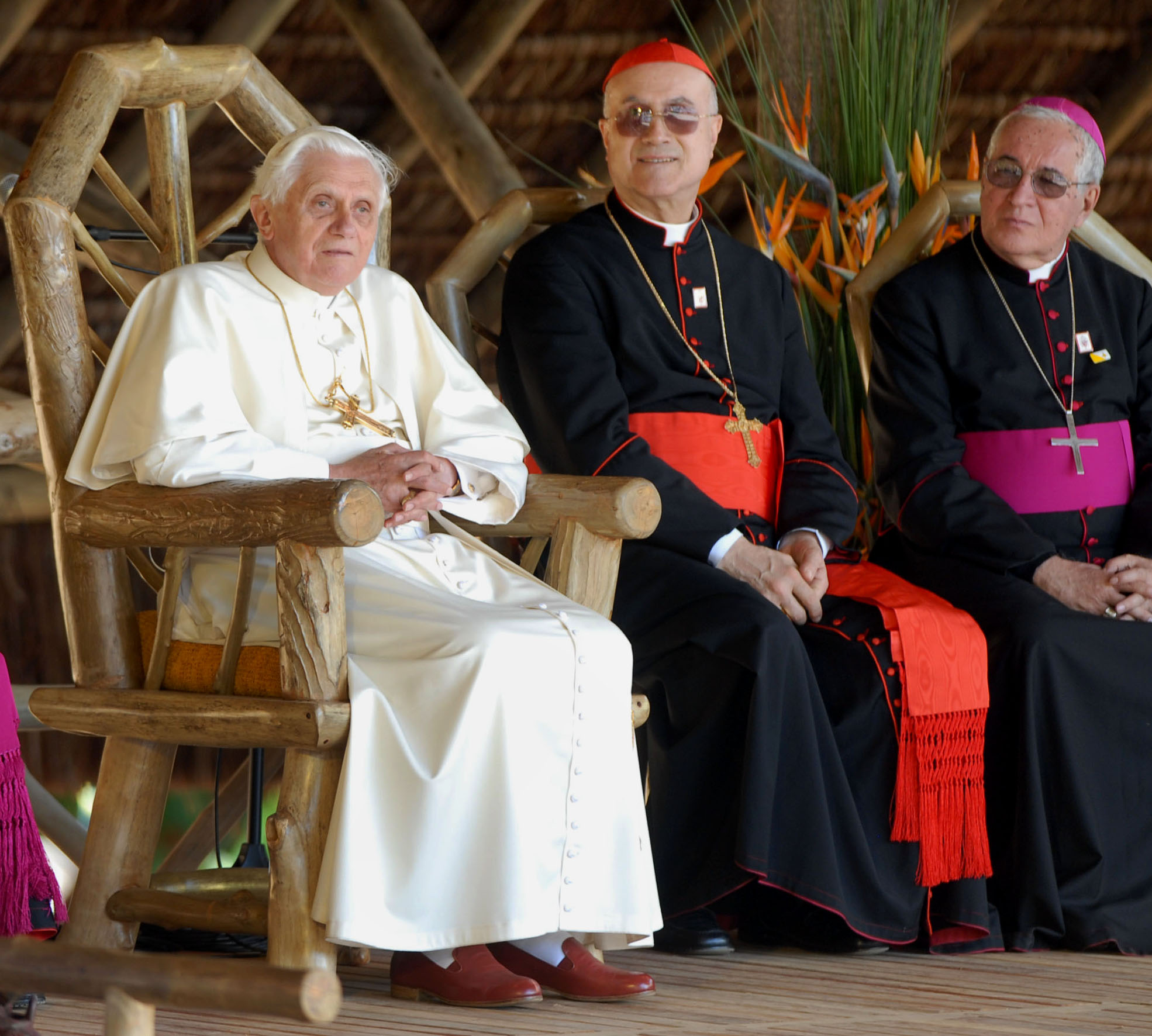
Bertone ao lado de Bento XVI em sua visita ao Brasil, 2007.

Brasão de Cardeal Camerlengo Bertone durante a Sede Vacante da Sé Apostólica em 2013

Foi eleito arcebispo de Vercelli em 4 de junho de 1991. Foi sagrado bispo em 1 de agosto de 1991, em Vercelli, por Albino Mensa, arcebispo emérito de Vercelli. Renunciou ao governo pastoral da arquidiocese em 13 de junho de 1995, quando foi nomeado secretário da Congregação para a Doutrina da Fé. Foi encarregado pelo Papa João Paulo II da divulgação da terceira parte do “segredo” de Fátima.
Em 10 de dezembro de 2002 foi nomeado arcebispo metropolitano de Génova. Foi criado cardeal no consistório de 21 de outubro de 2003. Recebeu o barrete cardinalício, com o título da Igreja de Santa Maria Ausiliatrice in via Tuscolana e seu diaconato foi elevado a pro hac vice ao título cardinalício, em 21 de outubro de 2003.
Em 15 de setembro de 2006, o Papa Bento XVI, o nomeou secretário de estado do Vaticano. No dia 4 de abril de 2007 foi nomeado Camerlengo, ocupando este cargo até o dia 19 de dezembro de 2014. O mesmo Papa nomeou-o Cardeal-bispo de Frascati em 10 de maio de 2008. Em 15 de outubro de 2013, o Papa Francisco o substituiu na Secretaria de Estado pelo arcebispo Pietro Parolin.

## Ordenações

### Sacerdote Ordenado:
- Cristiano Bodo (1993)
- Mauro Mantovani, S.D.B. (1994)

### Consagrador Principal de:
- Mauro Cardeal Piacenza (2003)
- Luigi Ernesto Palletti (2005)
- Gianfranco Girotti, O.F.M.Conv. (2006)
- Antoni Stankiewicz † (2006)
- Raffaele Cardeal Farina, S.D.B. (2006)
- Carlo Chenis, S.D.B. † (2007)
- Leo Boccardi (2007)
- Vincenzo Bertolone, S.d.P. (2007)
- Michele Di Ruberto (2007)
- Gaetano Galbusera Fumagalli, S.D.B. (2007)
- Vito Rallo (2007)
- Gianni Ambrosio (2008)
- Luciano Suriani (2008)
- Léon Kalenga Badikebele † (2008)
- Frans Daneels, O. Præm (2008)
- Juan Ignacio Arrieta Ochoa de Chinchetru (2008)
- Miguel Maury Buendía (2008)
- Paolo De Nicolò (2008)
- Bernardito Cleopas Auza (2008)
- Piergiuseppe Vacchelli (2008)
- Luis Francisco Cardeal Ladaria Ferrer, S.J. (2008)
- Ambrogio Spreafico (2008)
- Martin Krebs (2008)
- Luigi Bianco (2009)
- Jan Romeo Pawłowski (2009)
- Joseph Spiteri (2009)
- Mário Toso, S.D.B. (2009)
- Jean Clément Laffitte , Comm. eu'Emm. (2009)
- Giovanni D’Ercole, F.D.P. (2009)
- Petar Antun Rajič (2010)
- Piero Pioppo (2010)
- Novatus Rugambwa (2010)
- Eugene Martin Nugent (2010)
- Valentino Di Cerbo (2010)
- Joseph William Cardeal Tobin, C.Ss.R. (2010)
- Giorgio Lingua (2010)
- Ignácio Carrasco de Paula (2010)
- Enrico dal Covolo, S.D.B. (2010)
- Mauro Maria Morfino, S.D.B. (2011)
- Jan Vokál (2011)
- Giuseppe Sciacca (2011)
- Barthélemy Adoukonou (2011)
- Francesco Cavina (2012)
- Julio Murat (2012)
- Luciano Russo (2012)
- Edoardo Aldo Cerrato, C.O. (2012)
- Guido Pozzo (2012)
- Ettore Balestrero (2013)
- Michael Wallace Banach (2013)
- Brian Udaigwe (2013)
- José Rodríguez Carballo, O.F.M. (2013)

### Co-Consagrador Principal de:
- Vincenzo Savio, S.D.B. † (1993)
- Adrianus Herman van Luyn, S.D.B. (1994)
- Luigi Locati † (1996)
- Fernando Sabogal Viana † (1996)
- José Octavio Ruiz Arenas (1996)
- Oscar Urbina Ortega (1996)
- Jozef Zlatňanský † (1997)
- Mieczysław Mokrzycki (2007)
- Francesco Giovanni Brugnaro (2007)
- Gianfranco Cardeal Ravasi (2007)
- Tommaso Caputo (2007)
- Sergio Pagano, B. (2007)
- Vincenzo Di Mauro (2007)
- Gabriele Giordano Caccia (2009)
- Franco Coppola (2009)
- Pietro Cardeal Parolin (2009)
- Raffaello Martinelli (2009)
- Giorgio Corbellini † (2009)
- Savio Hon Tai-Fai, S.D.B. (2011)
- Marcello Bartolucci (2011)
- Celso Morga Iruzubieta (2011)
- Antonio Guido Filipazzi (2011)
- Edgar Peña Parra (2011)
- Charles John Brown (2012)
- Marek Solczyński (2012)
- Angelo Vincenzo Zani (2013)
- Fortunatus Nwachukwu (2013)
- Georg Gänswein (2013)
- Nicolas Thévenin (2013)
- Alberto Ricardo Lorenzelli Rossi, S.D.B. (2019)